# Home and Away: An Eye for An Eye
Home and Away: An Eye for an Eye, es una película para la televisión australiana de tres partes estrenada el 9 de diciembre de 2015 por medio de "Presto". Es el primer especial de la exitosa serie australiana "Home and Away".

## Historia
Después de que el hijo de Darryl "Brax" Braxton y Ricky Sharpe, Casey Braxton Jr. es secuestrado por Trevor "Gunno" Gunson, un peligroso criminal y su novia Virginia. En una carrera contra el tiempo Heath Braxton, Kyle Braxton y Martin Ashford franaticamente buscan a Casey, mientras que Bianca Scott-Braxton, Phoebe Nicholson y Ricky buscan desesperadamente recaudar dinero para pagar el rescate.

## Personajes

### Personajes principales
| Actor               | Personaje             | Ocupación          | Notas |
| ------------------- | --------------------- | ------------------ | ----- |
| Dan Ewing           | Heath Braxton         | -                  | -     |
| Nicholas Westaway   | Kyle Braxton          | -                  | -     |
| Diarmid Heidenreich | Trevor "Gunno" Gunson | Criminal           | -     |
| Bonnie Sveen        | Ricky Sharpe          | -                  | -     |
| Isabella Giovinazzo | Phoebe Nicholson      | -                  | -     |
| George Mason        | Martin Ashford        | -                  | -     |
| Leeanna Walsman     | Virginia Issac        | Criminal           | -     |
| Lynne McGranger     | Irene Roberts         | -                  | -     |
| Kyle Pryor          | Nate Cooper           | Doctor             | -     |
| Lisa Gormley        | Bianca Scott-Braxton  | -                  | -     |
| Pia Miller          | Katarina Chapman      | Oficial de Policía | -     |

### Personajes secundarios
| Actor                                        | Personaje          | Ocupación           | Notas |
| -------------------------------------------- | ------------------ | ------------------- | ----- |
| Sebastian Sloan Xavier Sloan Phoenix Lumsden | Casey Braxton, Jr. | -                   | -     |
| Panda Likoudis                               | Robert Massey      | -                   | -     |
| Brendan Clearkin                             | Parker             | Guardia             | -     |
| Andrew Cutcliffe                             | -                  | Locutor de la Radio | -     |
| James Lugton                                 | -                  | Farmacéutico        | -     |

## Producción
En 2015 se anunció que la serie Home and Away tendría su primer especial el cual fue titulado "Home and Away: An Eye for An Eye". Para el especial se anunció que los personajes de Heath Braxton y Bianca Scott regresarían, luego de acabar su participación en la serie Home and Away. 
El especial fue encargado especialmente para el servicio de transmisión local "Presto" y fue estrenado el 9 de diciembre del 2015.
El episodio rompió registros de audiencia para el servicio streaming durante sus primeras 24 horas en línea. 
La película fue dirigida por Arnie Custo, quien contó con el apoyo de los escritores Dan Bennett (guionista ejecutivo) y Sarah Walker.
Fue producida por Lucy Addario, junto con los productores ejevuticos John Holmes y Julie McGauran, así como con Renata Ogayar y la productora de línea Nicole Roberts.
La música estuvo a cargo de Michael Yezerski, mientras que la edición estuvo en manos de Stafford Wales.
Contó con la compañía de producción "Seven Network Australia".
Fue distribuida en el 2015 por "Presto" a través de todos los medio y por "TV2" en la televisión de Nueva Zelanda. En el 2016 por "Channel 5 Television" en la televisión del Reino Unido y por "RTE 2" en la televisión de Irlanda. 

### Emisión en otros países
| País          | Cadenas              | Fecha de Inicio / Finalización                                                               |
| ------------- | -------------------- | -------------------------------------------------------------------------------------------- |
| Irlanda       | RTÉ 2                | 22 de marzo del 2016 (parte 1) 23 de marzo del 2016 (parte 2) 24 de marzo del 2016 (parte 3) |
| Nueva Zelanda | TV2                  | 16 de diciembre de 2015                                                                      |
| Reino Unido   | Channel 5 Television | 17 de marzo del 2016                                                                         |